# Pedro de Valdez
Pedro de Valdés y Menéndez de Lavandera (ur. 1544, Gijón (Asturia); zm. 1615 tamże) – hiszpański XVI-wieczny admirał. Jeden z dowódców Wielkiej Armady w 1588 roku.
Pedro de Valdés urodził się w 1544 jako drugi syn rodziny szlacheckiej. Nie mając szans na odziedziczenie majątku,  został przeznaczony do stanu duchownego, wolał jednak wybrać karierę wojskową, którą rozpoczął w wieku 16 lat. Odznaczył się w walce z Turkami osmańskimi i został mianowany rycerzem zakonu Santiago. W 1566 roku wstąpił do marynarki wojennej i zaczął służbę w hiszpańskich Indiach Zachodnich. Brał udział w podboju Florydy oraz zwalczaniu prób osadnictwa podejmowanych przez francuskich hugenotów w Ameryce Północnej. Następnie pełnił funkcję dowódcy floty Indii Zachodnich (Capitán General de la Armada de los galeones de la Carrera de Indias).
Po powrocie do Hiszpanii w 1574 roku Pedro de Valdés został mianowany dowódcą floty we Flandrii (Capitán General de la Armada de Flandes). W 1580 roku brał udział w zajęciu Portugalii przez wojska Filipa II (blokada morska wybrzeża). W 1588 roku został mianowany admirałem i dowódcą, liczącej 11 okrętów, eskadry andaluzyjskiej, wchodzącej w skład Wielkiej Armady. Jego okrętem flagowym była karaka ("nao") "Nuestra Señora del Rosario" (1150 ton wyporności, 46 dział, załoga 559 osób), jeden z większych i najsilniej uzbrojonych statków Armady. Już pierwszego dnia bitwy z Anglikami pod Plymouth, w dniu 31 lipca, okręt de Valdésa "Rosario" w wyniku zderzenia utracił sterowność, po czym następnego dnia poddał się Drake'owi, płynącemu na galeonie "Revenge". Następne kilka lat de Valdés spędził jako jeniec w Londyńskiej Tower, skąd wrócił w 1593 roku do Hiszpanii po zapłaceniu okupu.  
Pedro de Valdés nie stracił łask króla Filipa II i jego następcy, otrzymał nawet tytuł markiza de Canalejas. W 1602 roku został gubernatorem (Capitán General) Kuby, gdzie okazał się dobrym administratorem. Pozostał na tym stanowisku do 1608 roku, kiedy zakończył swoją karierę wojskową i polityczną, a następnie wrócił do Hiszpanii i osiadł w rodzinnych dobrach. Zmarł na terenie swojej posiadłości w 1615 roku.